# Oberhaid (Westerwald)

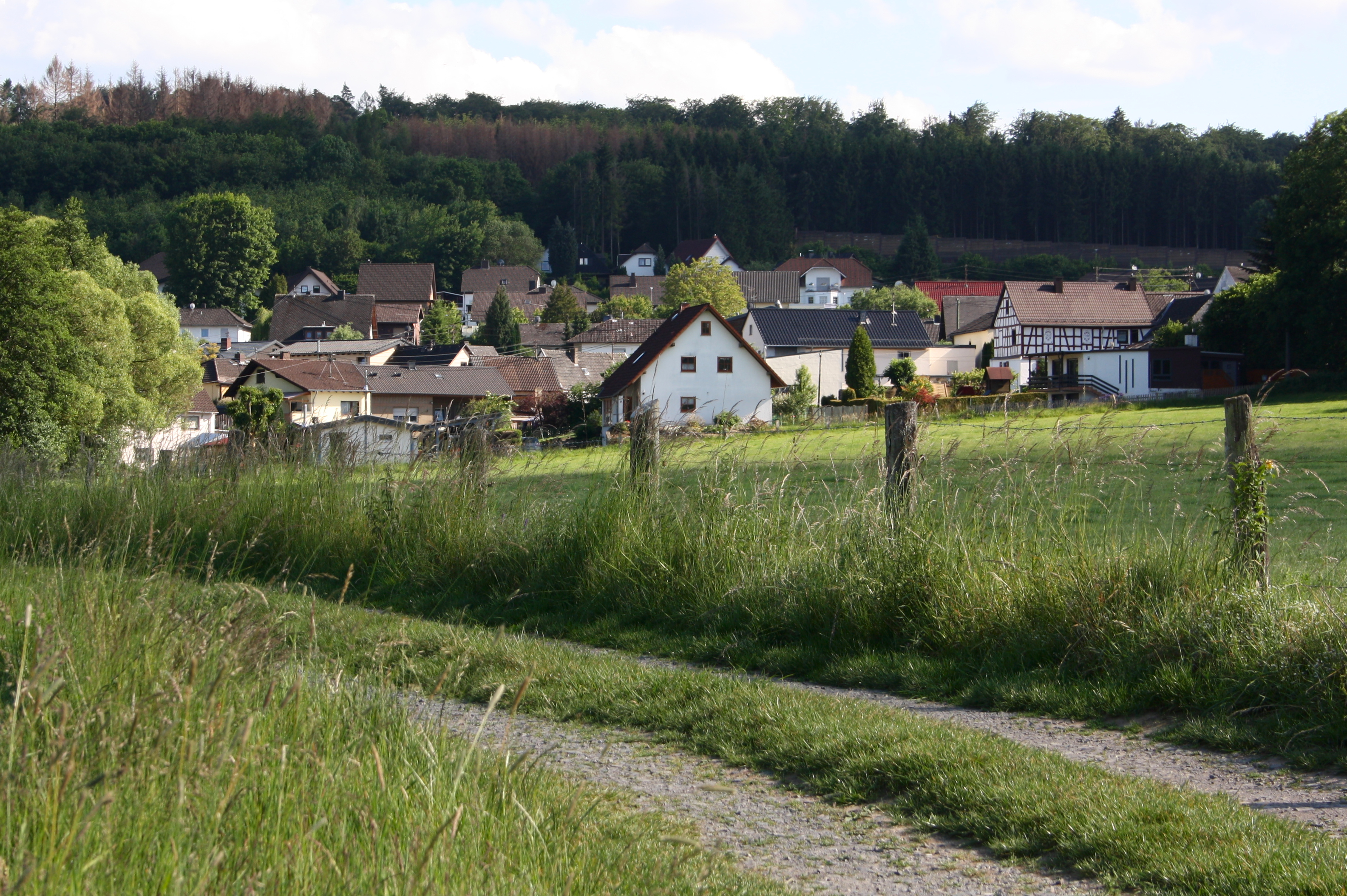
Ansicht von Oberhaid

Oberhaid ist eine Ortsgemeinde im Westerwaldkreis in Rheinland-Pfalz. Sie gehört der Verbandsgemeinde Ransbach-Baumbach an.

## Geographie
Die Gemeinde liegt im Westerwald zwischen Koblenz und Siegen am Rande des Kannenbäckerlandes. Durch den Ort fließt der Kleine Saynbach, der kurz darauf in den Saynbach mündet, der zum Einzugsbereich des Rheines gehört. Zu Oberhaid gehören auch die Wohnplätze Winterroth, Fuchsmühle und Lindenhof.

## Geschichte
Erste urkundliche Erwähnung fand das Dorf im Jahre 1376 als Heide.

## Politik

### Gemeinderat
Der Gemeinderat in Oberhaid besteht aus acht Ratsmitgliedern, die bei der Kommunalwahl am 9. Juni 2024 in einer Mehrheitswahl gewählt wurden, und der ehrenamtlichen Ortsbürgermeisterin als Vorsitzender.

### Bürgermeister
Nora Pietsch wurde am 1. Dezember 2020 Ortsbürgermeisterin von Oberhaid, nachdem sie bereits zuvor als Erste Beigeordnete die Amtsgeschäfte geführt hatte. Bei der Direktwahl am 8. November 2020 war sie mit einem Stimmenanteil von 76,2 % gewählt worden. Bei der Direktwahl am 9. Juni 2024 wurde sie als einzige Bewerberin mit 66,3 % für weitere fünf Jahre wiedergewählt.
Pietschs Vorgänger Horst Albrecht Weggel hatte das Amt am 27. Juni 2019 angetreten. Bei der Direktwahl am 26. Mai 2019 war er mit 59,63 Prozent der abgegebenen Stimmen für fünf Jahre gewählt worden. Mitte Juni 2020 gab Weggel allerdings bekannt, zum 1. Juli 2020 sein Amt niederzulegen. Weggels Vorgänger war Manfred Sabel.

### Wappen
| Wappen von Oberhaid | Blasonierung: „Von Blau über Rot durch einen silbernen Wellenbalken geteilt, oben ein silbernes Eichenaststück mit drei Blättern und zwei goldenen Eicheln, unten eine silberne Waage.“ |
| Wappen von Oberhaid | |

## Verkehr
Die Bundesautobahn 3 und die ICE-Schnellfahrstrecke Köln–Rhein/Main verlaufen durch das Gemeindegebiet von Oberhaid. Die nächste Anschlussstelle der Autobahn ist Ransbach-Baumbach (Nr. 38), etwa sechs Kilometer südöstlich des Ortskerns. Der nächste Bahnhof an der Schnellfahrstrecke ist Montabaur; näher liegt jedoch der Bahnhof Siershahn an der Unterwesterwaldbahn.